# Álvaro Carrillo Alarcón
Álvaro Genaro Carrillo Alarcón (Cacahuatepec, Oaxaca, 2 de diciembre de 1919 - Distrito Federal, hoy Ciudad de México, 3 de abril de 1969), más conocido en el medio artístico como Álvaro Carrillo, fue un compositor y cantante mexicano de música popular. A pesar de haberse titulado como ingeniero agrónomo y de haber ejercido por un tiempo su profesión, se dedicó fundamentalmente a la composición: creó más de 300 canciones, y de entre ellas la más popular es quizá "Sabor a mí", un bolero de 1959. Su vida inspiró la película Sabor a mí, interpretado por José José.

## Vida y obra

### Orígenes y familia
Álvaro Carrillo nació el 2 de diciembre del 1919, en la Primera Sección de Concepción del Progreso la Hacienda, en casa de su madre, Candelaria Morales. Sus padres fueron Francisco José María Carrillo Jiménez, originario de Cacahuatepec, estado de Oaxaca, y doña Candelaria Morales, mulata, originaria de Juchitán, quien falleció cuando Álvaro Carrillo era todavía un niño. Después de la muerte de doña Candelaria, don José María Carrillo se trasladó a Cacahuatepec y contrajo nupcias con doña Teodora de Alarcón, de la cual el maestro Carrillo tomaría su segundo apellido.

### Primeros estudios e inicios musicales
Álvaro Carrillo cursó sus estudios primarios en Cacahuatepec y posteriormente, en 1935, ingresó al Internado Agrícola Indígena de San Pedro Amuzgos (en Oaxaca), pero, debido a una revuelta originada por el reparto de tierras, el internado se clausuró. En esta etapa de su vida, entre fiestas populares donde se tocaban sobre todo chilenas (baladas mexicanas) y sones costeños, inició su carrera en la música. Fue así como compuso "Celia", la letra de una canción que estaba inspirada en una compañera de estudios de quien Carrillo se enamoró. También fue en esta época cuando compuso, a petición de un amigo, "La amuzgueña", canción que estaba dedicada a la novia de aquel.

### Internado de Ayotzinapa
Se dispuso que los alumnos del ya clausurado Internado de Amuzgos se reincorporarán a los estudios en el internado de Ayotzinapa (en el estado de Guerrero).

### Escuela Nacional de Agricultura
Al concluir sus estudios en este plantel, el compositor ingresó a la Escuela Nacional de Agricultura (ENA) en Chapingo, después de aprobar exitosamente el examen de admisión, a pesar de que el reglamento de la ENA en aquel tiempo solo permitía participar en el examen de admisión a los alumnos que hubieran terminado la escuela secundaria; el reglamento se modificó para dar igual oportunidad a los alumnos que procedieran de los internados agrícolas. Fue así como el compositor pudo ingresar a esa escuela, aun sin haber cursado la escuela secundaria.
Cuando Carrillo cursó sus estudios en la Escuela Nacional de Agricultura, hoy Universidad Autónoma Chapingo, lo hizo en la etapa en que existía el régimen militarizado. Su afición por las canciones lo llevó a escapar frecuentemente de la escuela y, por consiguiente, a acumular varias amonestaciones. Fue tal su pasión por la composición y la música que abandonó el estudio durante un año. El director lo convenció de que terminara la carrera de agrónomo. Así lo hizo, y recibió el título de ingeniero agrónomo en 1945. Dejó a su escuela la canción "La llorona chapinguera" que es una adaptación de la letra de la popular canción oaxaqueña del Istmo de Tehuantepec: , producto de su tiempo como estudiante. Asimismo, escribió una canción de despedida por este lugar académico, que es como un himno para esa institución: "Adiós a Chapingo".[cita requerida]

### Vocación
Carrillo demostró su capacidad para el estudio, pero no para la agricultura. Fue un bohemio, un gran compositor, intérprete de sus canciones, y en este ámbito llegó a ser uno de los más grandes artistas mexicanos, de fama internacional.
Orgulloso por su escuela, bautizaría a una de sus hijas con el nombre del plantel: Ena. Sin embargo, su vocación de cancionero pudo más que la ingeniería, y decidió dedicarse por completo a la música. [cita requerida]

### Comisión Nacional del Maíz
Como ingeniero, Carrillo trabajó en la Comisión Nacional del Maíz, en la Ciudad de México. Sin embargo, siguió componiendo canciones, y a través de su amistad con el trovador Carlos Madrigal logró que el Trío Los Duendes le grabara el tema "Amor mío", que se convirtió en un gran éxito que le hizo abandonar por completo su otra profesión y dedicarse de lleno a la composición.

### Fama
Otros cantantes que ya tenían cierta popularidad comenzaron a cantar sus canciones, y así comenzó a ser conocido. Intervino en varios programas de radio, televisión, teatro de revista y centros nocturnos durante quince años.[cita requerida]

## Lista de sus composiciones más populares
"El Maestro", como lo llamaban en el medio, compuso más de trescientas canciones en los géneros del pasodoble, la chilena, el bambuco, la ranchera y el bolero, entre ellas:
- "Adiós a Chapingo"
- "Alingo lingo"
- "Amor mío" (a su segunda hija)
- "Arrullo" (a su primera hija, fallecida)
- "Barrio pobre"
- "Cacahuatepec"
- "Cada muchos años"
- "Cáncer"
- "Cancionero"
- "Cómo se lleva un lunar"
- "Como un lunar"
- "Condénala"
- "Criatura"
- "De qué sirvió quererte"
- "Diariamente"
- "Dos horas"
- "El andariego"
- "Eso"
- "Eso merece un trago"
- "Grito"
- "La amuzgueñita"
- "La hierbabuena"
- "La mentira" ("¿Se te olvida?")
- "La señal"
- "Luz de luna"
- "Mi duda"
- "No te vayas no"
- "Orgullo"
- "Pinotepa Nacional"
- "Puedo fallar"
- "Sabor a mí"
- "Sabrá Dios"
- "Seguiré mi viaje"
- "Un minuto de amor"
- "Un poco más"
- "Un segundo después"
- "Ya no estás"
- "Ya vivimos"
- "Yo después"

## Vida familiar
Álvaro Carrillo tuvo dos esposas. De la primera se divorció, y con ella tuvo dos hijas: Rosa Elena, que murió siendo niña, y Rosa Elena, que nació tiempo después.[cita requerida] A la primera le compuso la canción "Arrullo", y a la segunda, "Amor mío".
Su segunda esposa fue Ana María Incháustegui Guzmán (1933-1969), y con ella tuvo cuatro hijos:
Pedro Álvaro (músico),
Mario Alberto,
Ena Marisa y
Lorena Georgina.

## Sobre sus canciones
La canción "Sabrá Dios" la compuso porque compró un timbre postal en una oficina de correos y lo atendió una mujer. Al pedirle la cuenta, Carrillo le preguntó: «¿Cuánto va a ser, señora?», a lo que la mujer respondió: «Señorita, por favor». El maestro le contestó, entonces: «Sabrá Dios». Al llegar a su casa, ya tenía listo el tema de la canción.[cita requerida]
La canción "Sabor a mí" fue la canción más exitosa de las que compuso, y una de las más bellas. La canción "Amor mío" fue su canción favorita, pues le abrió camino al éxito. Su canción "La mentira" ("Se te olvida") fue el primer tema musical que le dio una mayor popularidad a una telenovela: se trató de La mentira, grabada en 1965. Tenía la costumbre de fumar y quedarse dormido, despertaba cuando el cigarro estaba quemándole los dedos. Una de sus frases fue: «La escuela es para los burros. Yo no voy a mantenerme de ingeniero, sino de mis canciones.»[cita requerida]
Adolfo López Mateos, por entonces presidente de la República, lo mandaba buscar. Lo llevaban y cantaba para él y para Dora María. Una vez, el presidente le dio un cheque en blanco: «¿Cuánto le ponemos?», le preguntó, y el maestro respondió: «Yo no sé, lo que tú quieras...: no debo abusar».[cita requerida]
Álvaro Carrillo contaba que, con sus compañeros de estudios, llevaba serenata a las jóvenes que pretendían, en los poblados aledaños a su escuela, cambiando el nombre de la canción según la chica. Entre estudios, labores agrícolas e inquietudes propias de su edad, llevó una vida pletórica de alegrías, así como de satisfacciones.[cita requerida]
Cuando la Universidad Autónoma de Chapingo aún era militarizada hubo un alumno llamado Álvaro Carrillo, él era muy buen cantante y compositor. En sus fiestas el director  lo mandaba llamar para que cantara, un día el chico no llegó, entonces el director se enojó mucho y lo mandó encarcelar en una de las torres que se encuentran en las instalaciones de la actual rectoría, entonces el chico se tuvo que privar de seguir conquistando a la hermana de su compañero de grado, de ahí salió la canción de "Luz de luna" a propósito de un rayito de luz que se colaba por la rendija de la celda donde se encontraba encarcelado.
Al paso del tiempo, hizo amistad con Antonio Pérez Meza, que formaba parte del Trío Los Duendes, y le dio su canción "Amor mío" que le fue grabada y la popularidad pronto llegó, motivo por el cual dejó la ingeniería por la composición.[cita requerida]
Yoshiro Hiroishi, cancionista de fama indiscutible entre el público japonés, grabó "Sabor a mí", canción con la que Álvaro Carrillo obtuvo el triunfo definitivo. Cuando Yoshiro Hiroishi visitó la Ciudad de México, localizó al compositor, que actuaba en un centro nocturno de la ciudad, se vistió a la usanza tradicional japonesa, fue al lugar antes mencionado y se presentó en el escenario con su guitarra y cantó "Sabor a mí", y obtuvo éxito inusitado. Esta canción se grabó en muchos países.
Álvaro Carrillo fue autor también de la famosa chilena "Pinotepa".[cita requerida]
Su última actuación en público fue en el Cardini Internacional de Ciudad Juárez, en el estado de Chihuahua.[cita requerida]

## Fallecimiento
Álvaro Carrillo falleció aproximadamente a las 19:00 horas, en la tarde del 3 de abril de 1969. Regresaba de la ceremonia de toma de posesión del gobernador del estado de Guerrero Caritino Maldonado Pérez. Carrillo venía en el asiento del copiloto junto al chofer, mientras que su esposa y dos de sus hijos, Alvarito y Mario, venían en el asiento de atrás. A unos 28 km del centro de la Ciudad de México (a la altura del Heroico Colegio Militar), en el km 19 de la autopista México-Cuernavaca (construida en 1964), un vehículo Ford guayín que se desplazaba en la pista opuesta (en sentido contrario), salió de su carril, cruzó el camellón y se impactó a toda velocidad contra el automóvil donde viajaba la familia Carrillo Incháustegui. El chofer de la familia falleció instantáneamente, Carrillo minutos después y su esposa Ana María al día siguiente; sus dos hijos, Álvaro y Mario, resultaron con lesiones menores. Los cuerpos se velaron en el Teatro de los Compositores (en la Ciudad de México). Se inhumaron en el Lote de Compositores del Panteón Jardín, al sur de la Ciudad de México.

## Intérpretes
La obra de Álvaro Carrillo continúa vigente. Entre sus principales intérpretes, se cuentan:
- Eydie Gormé
- Natalia Lafourcade
- Alejandra Ávalos
- Los Baby's
- Ana Belén
- Café Tacvba
- Doris Day
- Lila Downs
- Susana Harp
- Eugenia León
- Denise Gutiérrez
- Dulce
- Rocío Dúrcal
- Dyango
- Gloria Estefan
- Percy Faith
- José Feliciano
- Los Galos
- Los Ángeles Negros
- Alejandro Fernández
- Vicente Fernández
- Ana Gabriel
- Julio Iglesias
- Pepe Jara, El Trovador Solitario
- José José
- Gloria Lasso
- Los Panchos
- Los Santos
- Tania Libertad
- Armando Manzanero
- Luis Miguel
- Pablo Milanés
- Marco Antonio Muñiz
- Frank Sinatra
- Javier Solís
- Sonora Santanera
- Chavela Vargas
- Pedro Vargas
- María Victoria
- Yuri
- Flora Martínez
- EXO (grupo coreano)
- Monsieur Periné
- Pepe Ramos
- Linda Arce
- Los Ases
- Los Duendes
- Los Hermanos Reyes
- La Rondalla de Saltillo de la UAAAN
- Teresita

## Festival en su honor
Cada año, en el mes de octubre, la Universidad Autónoma Chapingo le rinde honor con el concurso Festival de la Canción de Aficionados Álvaro Carrillo, en el que participan alumnos de la institución en las categorías de composición poética e interpretación de sus canciones. El evento se lleva a cabo en el auditorio universitario que lleva el nombre del cantautor, y habitualmente asisten quienes fueron sus compañeros de estudios en la ENA.[cita requerida]